# Doxycycline
Doxycycline là một loại kháng sinh được sử dụng để điều trị một số loại bệnh do nhiễm khuẩn hoặc do động vật nguyên sinh gây ra  Chúng rất hữu ích để điều trị bệnh viêm phổi do vi khuẩn, mụn trứng cá, nhiễm chlamydia, bệnh Lyme sớm, bệnh tả và giang mai. Kháng sinh này cũng có tác dụng trong việc điều trị sốt rét nếu sử dụng kết hợp với quinin và cũng để phòng ngừa sốt rét. Doxycycline có thể được đưa vào cơ thể bằng đường uống hoặc tiêm tĩnh mạch.
Các tác dụng phụ thường gặp bao gồm tiêu chảy, buồn nôn, nôn, phát ban đỏ và tăng nguy cơ bị cháy nắng. Sử dụng thuốc trong khi mang thai hoặc ở trẻ nhỏ có thể dẫn đến các vấn đề vĩnh viễn về răng, trong đó có cả vấn để về đổi màu răng. Sử dụng doxycycline trong thời gian cho con bú có thể là an toàn. Doxycycline là kháng sinh phổ rộng của lớp tetracycline. Giống như các kháng sinh khác thuộc lớp này, doxycycline tiêu diệt vi khuẩn và động vật nguyên sinh bằng cách ức chế sinh tổng hợp protein.
Doxycycline được cấp bằng sáng chế vào năm 1957 và được đưa vào sử dụng thương mại vào năm 1967. Nó nằm trong danh sách các thuốc thiết yếu của Tổ chức Y tế Thế giới, tức là nhóm các loại thuốc hiệu quả và an toàn nhất cần thiết trong một hệ thống y tế. Doxycycline có sẵn dưới dạng thuốc gốc và thường không tốn kém. Chi phí bán buôn ở các nước đang phát triển là từ 0,01 đến 0,04 USD / viên. Tại Hoa Kỳ 10 ngày điều trị là khoảng 14 USD, tuy nhiên một số cửa hiệu trong năm 2014 đã bán với giá từ 3.00 đến 10.00 USD cho mỗi viên thuốc.